# Планина гнева
„Планина гнева” (мкд. Планината на гневот) је југословенски и македонски драмски љубавни филм из 1968. године. Режирао га је Љубиша Георгијевски а сценарио је написао Анте Поповски

## Радња
После завршетка Другог светског рата, социјалистичке револуције и ослобађања земље, настаје време поновног развоја. То је такође вријеме када се инсистира на колективизацији руралних имања. У западној Македонији покушавају се и имплементирати нове идеје за развој пољопривредне економије и сточарства. Председник сеоске задруге је Стамат, бивши борац који ради са свим својим жаром и револуционарном добом и верује да је колективизација једини излаз за сиромашног сељака. На путу ка бољој будућности, он се сукобљава са отпором паметних сељака који се тешко одвајају од имовине. За разлику од тога, Стамат се суочава са одлуком Окружног комитета, која се тиче планине која пружа сељанима егзистенцију и сматрају за своју да се додели Дрвеном комбинату. Стаматов покушај промјене је неуспјешан. Осјећа се да је његов револуционарни идеал изневерен зарад нечијег бирократског рјешења. У овим околностима, Стамат се суочава с истином да му сељани не вјерују, но упркос свему стаје на крају на праву страну.

## Улоге
| Глумац                 | Улога                         |
| ---------------------- | ----------------------------- |
| Ристо Шишков           | Стамат                        |
| Оливера Катарина       | Оливера (као Оливера Вучо)    |
| Петре Прличко          | Моне                          |
| Бранислав Цига Јеринић | Огњен (као Бранислав Јеринић) |
| Нада Гешовска          | Невена                        |
| Драгомир Фелба         | Ангеле                        |
| Дарко Дамевски         | Илија                         |
| Мара Исаја             | Калина                        |
| Драги Костовски        |                               |
| Војислав Мићовић       | Трајче                        |
| Ацо Јовановски         | Владимир                      |
| Димитар Гешоски        | (као Димитар Гесоски)         |
| Мите Грозданов         |                               |

Остале улоге  ▼
| Глумац              | Улога |
| ------------------- | ----- |
| Петар Стојковски    |       |
| Предраг Дишљенковић |       |
| Ацо Стефановски     |       |
| Димче Стефановски   |       |
| Јосиф Јосифовски    |       |
| Владимир Гравчевски |       |
| Панче Камџик        |       |
| Ристо Стефановски   |       |
| Крум Стојанов       |       |